# خواجه‌قلعه
خواجه‌قلعه (به لاتین: Khodzhakala) یک منطقهٔ مسکونی در ترکمنستان است که در ولایت بلخان واقع شده‌است.